# Mouk-aria
Le mouk-aria (ou aria-mouk) est une des langues ngero-vitiaz parlée par 630 locuteurs dans la province de Nouvelle-Bretagne occidentale, de la côte sud-est à la côte nord-ouest, dans le district de Kandrian. Il comporte les dialectes Mouk (ou Mok) et Tourai.